# EMD F2
EMD F2 byla dieselelektrická lokomotiva vyráběná během roku 1946 americkou firmou Electro-Motive Division (EMD), patřící do koncernu General Motors. Šlo pouze o přechodné řešení před zavedením nového modelu F3 do sériové výroby.

## Výroba
Ačkoliv byl model F3 představen již v létě roku 1945, problémy s novým trakčním generátorem D12 měly za následek zpoždění sériové produkce. Mezi červencem a listopadem 1946 tak opustilo brány závodu v La Grange 104 lokomotiv F2, které byly s lokomotivami F3 téměř totožné, ale byly vybaveny starším generátorem D8 použitým u lokomotiv modelu FT. Z tohoto důvodu byl výkon omezen na 1 350 koňských sil (asi 1 000 kW), v porovnání s 1 500 koňskými silami (asi 1 100 kW) u modelu F3.

## Technický popis
Lokomotiva F2 byla skříňového uspořádání, usazená na dvou dvounápravových podvozcích typu Blomberg. Vyrobeno bylo 74 kusů v provedení A se stanovištěm obsluhy na jednom konci a 30 kusů v provedení B bez stanoviště. Lokomotiva byla poháněna šestnáctiválcovým dvoudobým vznětovým motorem s válci do V typu 567B, přeplňovaným dvěma Rootsovými dmychadly. Rozsah jeho otáček byl od volnoběžných 275 ot./min až po 800 ot./min v nejvyšším 8. stupni. Lokomotiva F2 vážila asi 104,3 tun a s 15,45 m byla o něco delší než předválečný typ FT. Proti tomuto modelu se odlišovala i po vizuální stránce, mimo jiné třemi kulatými okny v bočnicích (lokomotiva FT měla okna čtyři a umístěná blíže u sebe) a čtveřicí ventilátorů chlazení vodního okruhu vystupujících ze střechy nad spalovacím motorem. Tyto ventilátory, stejně jako ventilátory chlazení trakčních motorů, byly nově poháněny elektromotory napájenými z třífázového alternátoru D14, u lokomotiv FT byly pomocné pohony poháněny mechanicky a pomocí řemenů.

## Provoz
Prvním vlastníkem lokomotiv F2 se díky nákupu dvou kusů stala železniční společnost Atlantic & East Carolina (A&EC). Několik železnic pak nakoupilo lokomotivy F2 v provedení A, aby je mohlo spárovat s dvojdílnými (A-B) jednotkami FT a vytvořit tak jednotky trojdílné. 28 lokomotiv ve 14 párech A-B bylo exportováno do Mexika. Tamní národní železniční dopravce N de M si je objednal se dvěma různými převodovými poměry, aby část z nich mohla být nasazena do těžké nákladní dopravy v náročném horském terénu, zatímco další byly vybaveny parními generátory pro vytápění osobních vlaků.